# Сезон ПФК «Прикарпаття» (Івано-Франківськ) 2011—2012
Сезон «Прикарпаття» (Івано-Франківськ) 2011—2012 — 7-й і останній сезон івано-франківського «Прикарпаття» у чемпіонатах України. Після його завершення клуб знявся з змагань.

## Склад
- Воротарі:  Піцан Іван Ігорович, Іконніков Володимир Юрійович,  Вульчин Остап Володимирович, Плетеницький Микола Степанович
- Захисники:  Ільчишин Ігор Тарасович, Гурський Андрій Петрович, Канюк Андрій Володимирович, Андрєєв Сергій Володимирович, Ковальчук Максим Михайлович, Бут Олександр Сергійович, Плехтяк Василь Васильович, Гребинський Ігор Михайлович, Кавінський Василь Михайлович, Ковалюк Володимир Васильович, Ніконов Ігор Сергійович
- Півзахисники:  Іванишин Юрій Ярославович, Куцяба Ярослав Степанович, Ревуцький Микола Анатолійович, Веприк Олег Олексійович, Єжов Віталій Олександрович, Сагайдак Андрій Васильович, Чопик Михайло Васильович, Стоцький Роман Іванович, Завершенюк Олександр Валерійович, Микуляк Олександр Васильович, Боришкевич Володимир Іванович, Рудницький Денис Миколайович, Ткачук Михайло Михайлович, Притуляк Олексій Олександрович, Мепорія Іка Гурамович, Скидан Олег Вадимович, Яковенко Дмитро Миколайович
- Нападники:  Івашко Руслан Вікторович, Олійник Андрій Петрович, Луканюк Іван Іванович, Омельченко Олексій Сергійович, Дяків Ростислав Васильович, Яремчук Олександр Сергійович, Нестерук Андрій Петрович, Сірик Артур Володимирович

Увага: похилим шрифтом позначено футболістів, які залишили команду протягом сезону.

## Чемпіонат
| М  | Команда         | І  | В  | Н | П  | РМ    | О  |
| -- | --------------- | -- | -- | - | -- | ----- | -- |
| 1  | ПФК «Суми»      | 26 | 21 | 3 | 2  | 51−13 | 66 |
| 2  | «Десна»         | 26 | 18 | 5 | 3  | 48−19 | 59 |
| 3  | «Славутич»      | 26 | 15 | 8 | 3  | 36−16 | 53 |
| 4  | «Енергія»       | 26 | 15 | 7 | 4  | 51−18 | 52 |
| 5  | «Украгроком»    | 26 | 14 | 6 | 6  | 43−25 | 48 |
| 6  | «Прикарпаття»   | 26 | 11 | 6 | 9  | 40−32 | 33 |
| 7  | «Реал Фарм»     | 26 | 9  | 6 | 11 | 28−41 | 33 |
| 8  | «Кристал»       | 26 | 9  | 5 | 12 | 30−32 | 32 |
| 9  | «Скала»         | 26 | 8  | 4 | 14 | 26−36 | 28 |
| 10 | «Динамо»        | 26 | 6  | 4 | 16 | 23−50 | 22 |
| 11 | «Чорноморець-2» | 26 | 5  | 5 | 16 | 19−20 | 20 |
| 12 | «Нива»          | 26 | 9  | 6 | 11 | 30−41 | 18 |
| 13 | «Єдність»       | 26 | 3  | 6 | 17 | 19−57 | 15 |
| 14 | «СКАД-Ялпуг»    | 26 | 2  | 1 | 23 | 10−54 | 7  |

«Чорноморець-2» і «СКАД-Ялпуг» знялися після 16-го туру.
Позначення:

## Кубок
| Команда 1         | Команда 2    | Рахунок   |
| 17 серпня         | 17 серпня    | 17 серпня |
| ----------------- | ------------ | --------- |
| ФСК «Прикарпаття» | ФК «Полтава» | 1:2       |